# Den danske sang er en ung, blond pige
"Den danske sang er en ung, blond pige" (eller blot "Den danske sang") er en sang, oprindelig skrevet som lejlighedsdigt, med tekst af Kai Hoffmann i 1924 og melodi af Carl Nielsen i 1926.
Den er en af de populæreste danske sange.
Linjen "Så syng da Danmark lad hjertet tale" har været vignet på Højskolesangbogen siden dennes 18. udgave.

Sangens tekst er skrevet med henblik på at inddrage såvel naturen som historien, ligesom land og by nævnes side om side som et fællesskab.

Sangen har dog også tidvis været til debat som følge af nogle af de stereotyper, som sangen også indeholder.
Sangen var ofte på programmet ved alsangsstævnerne under besættelsen og er generelt hyppigt benyttet som fællessang.

## Tekst
Teksten var oprindelig på fem strofer skrevet som et lejlighedsdigt til et nationalt korstævne i 1924.
Den til sangen redigerede version har 3 strofer med hver 8 verselinjer.
Rimskemaet for enderimene er AbAbCdCd.
Der er også ofte bogstavrim: bøge-bølgers-brus, klang-klokke, sværd-skjold, bruser-brede, kunst-kamp, da-Danmark, vilde-vise.
Det nationalt betonede digt beskriver den danske sang "i et pompøst billedsprog" og inddrager naturen og historien.
Det historiske ses med verselinjerne "en sagatone fra hedenold" og "det flammer hedest i Bjarkemål".
For naturen er nævnt bøge, bølgers brus, blæst, stranden, hedens lyng, nattergale og "lærken over den grønne vang".
Udtrykket "en ung, blond Pige" havde Hoffmann benyttet tidligere i en beskrivelse af en cykeltur han foretog i sommeren 1918 rundt på Sjælland. I denne tidligere tekst associerer han pigen med Rasmus Bergs forlovede "Lisbed" fra Holbergs komedie Erasmus Montanus. I sommerbeskrivelsen fra 1918 skriver Hoffman bl.a.: "...og i timevis næsten ikke møde et Menneske. I en lille By ved en lille Aa kommer en ung, blond Pige imod mig, det er Holbergs "Lisbed", hun er i hvid Kjole med blaa Sløjfe. Hun var det eneste Levende i Mils Omkreds".
Besjælingen af den danske sang som en ung nynnende blond pige har skabt ståhej.
Højskolernes materiale nævner at "I 70-erne og 80-erne kunne digtets indledende lidt sødladne beskrivelse af den unge blonde pige stå i vejen for sangens udbredelse i en del kønsbevidste kredse".
At pigen er blond har ifølge Helle Hinge "fået flere danske brunetter til at trække på skuldrene af denne etniske konstruktion".
Sangen var også nævnt i en undersøgelse af adopterede asiat-udseende der opfattede sig selv som hvide etniske skandinaver.
Den 12. december 2018 udgav Kristeligt Dagblad et interview med Tara Skadegaard Thorsen, medstifter af gruppen Front der søger at skabe miljøer på højere læreansalter uden diskrimination.
I interviewet blev en passant nævnt en sag hvor en "brun" ansat (adopteret og opvokset i Danmark) havde gjort indsigelse imod at Den danske sang er en ung blond pige blev sunget.
Kristeligt Dagblad fulgte emnet op den 18. december 2018 i et interview med Mads Mordhorst, viceinstitutleder på CBS' Department of Management, Politics and Philosophy.
Her kom det frem at "en kvindelig, brun forsker [havde følt] sig krænket og ikke-inkluderet" da sangen var blevet sunget ved morgensang.
Diskussionen om sangen kom op på et medarbejdermøde, og Mordhorst udtalte:
| „ | Jeg kan heller ikke forestille mig, at der er nogen, der vil tage den op nu, hvor vi har den erfaring i bagagen, at den kan virke stødende. Så vil det jo være en provokation at synge den fremover. | “ |

Kristeligt Dagblads artikel medførte en kort intens polemik i midten af december. Andre har dog i anledningen af denne debat påpeget, at sangen netop er skrevet med henblik på at være inkluderende og på ingen måde har til hensigt at være ekskluderende.
Nominalledet "En ung blond Pige" findes for øvrigt i Amalie Skrams debutroman Constance Ring fra 1885. Udtrykket "en ung, blond pige" ses i øvrigt anvendt over 200 gange i danske aviser inden Hoffmann i 1924 skrev sit lejlighedsdigt.
Linjerne "fra Hedens Lyng som fra Stadens Flise / skal Sangen løfte sig ung og glad", hvor land og by nævnes sammen, er set i sammenhæng med "en grundtvigiansk og socialdemokratisk kulturnational fællestradition".
Her kunne fællessangen skabe fælles klangbund for "de grundtvigianske folkehøjskoler og de senere arbejderhøjskoler, hvor forskellige de end måtte være". Et element som Hartvig Frisch i 1949 i et tilbageblik havde fremdraget.
Melodien kom i stand efter at Hoffmann i december 1925 havde sendt den redigerede version til Carl Nielsen. Hoffmann skrev:
| „ | det faldt mig ind, at en Mand havde ment, at Prologen med nogle Ændringer kunde blive til en Sang, og jeg fandt efter at have læst den igennem, at den simpleste Ændring vist var at slette de to sidste Vers. Mere behøves egentlig ikke | “ |

Udover fjernelsen af de to sidste strofer ændrede Hoffmann frasen "en stolt, stærk Tone" til "en Sagatone".
Da Hoffman døde i 1949, var teksten ophavsretsbeskyttet indtil 2020.

## Musik
Ifølge et brev færdiggjorde Carl Nielsen melodien i juni 1926.
Her ses den i G-dur i et klaverarrangement.
Den spænder fra et cis til et e med et toneomfang på en lille decim.
I det oprindelig manuskript er der ingen tempo- eller styrkebetegnelse, mens udgivelsen angiver "Bredt og mildt".
Melodien er karakteriseret ved frasebegyndelser med en ottendelstones optakt, en opadgående stor sekst til tre på hinanden følgende toner med samme højde og længde ved "Den danske sang" , "hun er et barn" og "I mod os bru(-ser)".
Dette mønster findes også med et mindre spring, den opadgående lille terts ved "hun går og nyn(-ner)" og "det havblå ri(-ge)". Der udover findes der to oktavspring.
I en kommentar til teksten og melodiens spring skrev Jørgen I. Jensen:
| „ | ... afbalanceres tekstens kvindebillede af en opadgående bevægelse i melodiens begyndelse, "mandligt" — men ikke som et opadgående kvartskridt [som i Carl Nielsen-sangen Frihed er det bedste Guld], derimod som en stor sekst, med hurtig optakt der øjeblikkeligt angiver tonekønnet, så der skabes en ny konstellation af det mandlige og det kvindelige. | “ |

Overordnet er melodien karakteriseret som kraftfuld med et "let insisterende tonefald".
I den oprindelige G-dur når sangen op på et e, som kan være svært for den utrænede stemme at synge, og nyere sangbøger transponerer sangen to halvtoner ned til F-dur.

## Udgivelser
Digtet blev første gang hørt offentligt ved det fjerde nationale landsstævne for danske kor i juni 1924 i København.
Dansk Korforening stod for stævnet og omkring 25 kor fra hele landet deltog, heriblandt så forskellige som Det Kongelige Operakor og sangforeningen "Bamsen" fra Frederikshavn.
Stævnet bestod af to fælleskoncerter: et i Det Kongelige Teater den 1. juni og et i Tivoli dagen efter.
Digtet blev fremsagt som prolog af Johannes Nielsen, den tidligere direktør for Det Kongelige Teater.
Til stævnet blev også sunget Carl Nielsens melodi til Der er et yndigt Land,
som dog ikke har vundet indpas.
Johannes Nielsen fremførsel af digtet skulle ifølge Berlingske Tidende have været "malmfuldt og med naturlig, mandig Følelse".
Berlingske Tidende trykte også digtet i deres aftenudgave den 2. juni 1924.
Hoffmann lod det først selv trykke i digtsamlingen Danmarks Rige udgivet i 1941.
Sangen blev udgivet i Carl Nielsen-sangbogen Ti danske Smaasange fra 1926.
Denne bog opsamlede Carl Nielsen sange komponeret i årene 1923 til 1926, og indeholdt blandt andre også Jeg ved en Lærkerede og Solen er saa rød, Mor.
Sangen findes naturligt nok i Højskolesangbogen.
Linjen "Så syng da Danmark lad hjertet tale" har været sangbogens vignet siden 18. udgave.
I 14. udgave findes den under afsnittet Folkeliv og modersmål som nummer 307.
I 15. udgave var den nummer 330, mens i 16. findes den som nummer 153 under afsnittet Modermålet.
Her er melodien også angivet.
Michael Bojesens arrangement for SATB-kor er udgivet.
I Catalogue of Carl Nielsen’s Works (CNW) har sangen nummer 271.
I Carl Nielsen-udgaven findes klaverarrangementet i serie III bind 5 på siderne 191-192.
Nielsens oprindelige manuskript med klaverarrangementet findes i Carl Nielsen Samling på Det Kongelige Bibliotek, er indskannet digitalt og gjort tilgængelig på Internettet.

## Indspilninger
"Den danske sang" er indspillet af et væld af sangere.
Aksel Schiøtz' version blev indspillet i den 8. juni 1940 og havde klaverledsagelse af Herman D. Koppel.
I en artikel om Schiøtz' syngemåde argumenterer Ansa Lønstrup for at der er "en konstant betoning af vokalerne" særligt udtalt i sange som "Den danske sang" og videre:
| „ | Det er ikke nødvendigvis bevidst, men i hvert fald meget tydeligt, at han i disse sange udpinder de forskellige vokaler som en slags særlige holdepunkter for indkredsningen af „dansk tone“ og „dansk sommer“, der altså lyder som summen af samtlige vores vokaler og deres gruppering, det vil sige for- og bagtunge, rene, sammensatte og diftonger. Dette høres eksemplarisk i Den danske sang, som på ét niveau kan opleves som en meget flot gennemgang af danske vokaler ... | “ |

Pia Raugs og Steve Dobrogosz' version findes på deres album Hjertesproget fra 1993.
Anne Dorte Michelsen indspillede sangen til sit album Fred hviler over land og by udgivet i 2001.
Her var hun akkompagneret af strygeorkestret Trondheim Solisterne og Helge Lilletvedt og Anne Dueholm på henholdsvis klaver og sopransaxofon.
Poul Halberg står for en version udgivet i 2003 på album Danmark nu blunder den lyse nat.
Den Danske Strygekvartet indspillede en instrumentaludgave med bassisten Thomas Fonnesbech, pianisten Søren Møller og oboisten Max Artved i et arrangement af Peter Jensen til deres album Sletternes Sønner. Carl Nielsen Sange – uden ord der indeholdt Carl Nielsen sange i en fusionsgenre mellem jazz og klassisk musik.
Sopranen Signe Sneh Schreiber har indsunget sangen sammen med Den Kongelige Livgardes Messingensemble.
Sangen er udgivet i 2013 på Den Kongelige Livgardes Messingensembles album Nordisk Musik.
Sneh Schreiber fremførte den også til Dronning Margrethe II's 40-års regentsjubilæum i 2012.
For DR PigeKoret, findes sangen indspillet i 2005 med Michael Bojesen som dirigent udgivet på Sony BMG.
En jazz-udgave findes på Martin Schacks album Jazz på dansk fra 2011.

## Vurderinger og andet
"Den danske sang" er af flere kaldt en klassiker.
Søren Kassebeer mener at dens status "nok ikke mindst skyldes Carl Nielsens utroligt smukke melodi".
I sin anmeldelse af Anne Dorte Michelsens album mente Berlingskes anmelder at "det netop er sange som f.eks. »Den Danske Sang«, »Danmark, nu blunder den lyse nat« og »Der er noget i luften«, der gør os danske. I dem ligger den kulturelle arvemasse, der er afsættet for vores selvforståelse".
"Den danske sang" var blandt sangene der blev sunget ved alsangsstævnerne under Besættelsen,
blandt andet som den første sang ved det radiotransmitterede alsangsstævne i Aalborg den 13. august 1940 hvor omkring 10.000 var samlet.
Ved Berlingske Tidendes avisafstemning i 1999 om århundredets danske sang var "Den danske sang" ikke blandt de 25 nominerede, men, i lighed med To lys på et bord, nævnt som savnet af flere læsere der deltog i afstemningen.
I 2005 kom "Den danske sang" i Modersmål-Selskabets sang- og salmekanon som en ud af 25 sange.
I 2018 kom den i top fem på en liste over de populæreste sange fra Højskolesangbogen.
Den var også i top 50 i ved DR P2's lytter-afstemning over de mest populære sange.
Ved Kristeligt Dagblads læserafstemning i 2021 om Danmarks ti bedste sange til en sangkanon kom "Den danske sang" ind som nummer ti med en opbakning på 24,4% blandt de afgivne stemmer.
Den danske sang er refereret i Klaus Rifbjergs roman Den kroniske uskyld.
Det er i en scene med de tre centrale personer, Tore, Helle og Janus, hvor Tore spontant begynder at synge sange "så det rungede mellem husmurene" og hvor han slår over i valsetakt dansende med Helle.
Thorkild Hansen fremdrog netop denne scene i sin analyse Den kronisk Rifbjerg hvor det hedder "Man læser fuldstændigt overvældet, ... For første gang i lange tider kommer der her en dansk forfatter, der kan skildre et pigebarn, så ikke alene bogens personer, men også læseren, bliver skudt i hende."
Sangen nævnes også i Robert Zola Christensens roman Aldrig så jeg så dejligt et bjerg, Ester Bocks Grønne grænser, Bente Clods I vilden sky, Pia Juuls Den uudholdelige danske sang fra Mit forfærdelige ansigt og Niels Anesens Altid ungdommen.
"Ung blond pige" er benyttet af den danske dramatiker Line Mørkeby til titlen på en musical.
Teatret st.tv. opførte den i 2013 som en politisk ungdomsforestilling hvor der blev hentydet til "tidens dragning mod nynazismen".
Titlen på sangen er så kendt at den kan varieres med indforståethed.
For eksempel lød en overskrift i Kristeligt Dagblad "Den danske sang er også en ung sorthåret pige med tørklæde"
mens et debatmøde om Højskolesangbogens 18. udgave bar den spørgende titel 'Er den danske sang “en ung blond pige” eller en “gammel gråhåret kælling”?'
og en artikel fra Anne Sophia Hermansens hånd hed "Engang var den danske sang en ung blond pige, der gik og nynnede i Danmarks hus – nu er den en klagesang fra middelmådige jammerkommoder".
En noget større forvrængning af digtet var Informations artikeltitel "Håbets sang er en kommuneblond svensker" fra december 2018.
2008 var på initiativ af Michael Bojesen og med støtte fra Kulturministeriet og Undervisningsministeriet blevet udnævnt til Sangens år. Strofen "Så syng da Danmark" fra Den danske sang blev benyttet som en slags overskrift for hele konceptet Sangens år, og der blev i den forbindelse også broderet lidt på udtrykket i Den danske sang
| “ | DEN DANSKE SANG er ikke kun en 'ung blond pige' - i dag er hun både sorthåret, krøllet og uden alder - men hun synger stadigvæk dejligt. | ” |

I 2016 blev melodien og til en vis grad teksten til "Den danske sang" lagt til grund for en hyldestsang til den danske fællessang i anledningen af 90-året for fællessangens indførelse i den danske folkeskole.

## Fodnoter
1. ↑  Et af de mest bredtfavnende og inkluderende eksempler på brugen af sangen så man ved fejringen af Hendes Majestæt dronning Margrethes 40 års jubilæum som regent i januar 2012 i Rådhushallen i København, hvor et stort opbud af kor fra alle dele af rigsfællesskabet og også fra dele af det øvrige Norden sang med på "Den danske sang".[10]
2. ↑  Den måde udtrykket "en ung blond Pige" brugtes på i aviserne før Kai Hoffmanns tekst fra 1924 spænder over en meget bred forestilling af, hvad "blond" egentlig er, f.eks.:
"... lidt efter traadte der en ung blond Pige ind i Salen; hun havde blide brune Øjne og kastaniebrunt Haar, og den yndigste Rødme overgød hele hendes Ansigt, ..."[12]
3. ↑  Det var samme år som den enstemmige fællessang blev indført i folkeskolen, og tillige samme år som første udgave af Arbejdersangbogen udkom (under navnet Socialdemokratiets Sangbog), en sangbog der i efterfølgende udgaver har haft "Den danske sang" som et fast indslag blandt de medtagne sagne.[18][19][20] Ved 90-års markeringen af fællessangens indførelse i folkeskolen skrev journalist Morten Mikkelsen en hyldestsang til den danske fællessang skrevet som en slags parafrase over "Den danske sang".[21]